# Schüttelfrost
Schüttelfrost oder Fieberfrost (lateinisch Febris undularis) bezeichnet unwillkürliche, rasche Zitterbewegungen der Skelettmuskulatur. Diese gehen zumeist mit einem Kältegefühl einher. Oft ist der Schüttelfrost das die Krankheit einleitende Frostgefühl des Kranken –  insbesondere als Fieberschauer bei akuten fieberhaften Krankheiten (Wechselfieberanfall). Außerdem tritt er als ein Begleitsymptom weiterer unterschiedlicher Erkrankungen auf.

## Erscheinungsbild
Schüttelfrost (wie mittelhochdeutsch ritte, „Fieber, Fieberschauer“, benannt nach dem „Rütteln“ bzw. „Schütteln“ beim „schüttelnden Froststadium“ eines Fieberanfalls) äußert sich durch ein mit Kältegefühl verbundenes Zittern der Skelettmuskulatur, eine rasche und andauernde Folge von Kontraktion und Erschlaffung. Schüttelfrost kann willentlich nicht beeinflusst werden. Betroffen sind vor allem große Muskeln der Oberschenkel und des Rückens, aber auch die Kaumuskulatur. Da bei Betätigung der Muskeln Wärme erzeugt wird, wird der Körper aufgeheizt. Schüttelfrost tritt in der Regel in Schüben von einigen Minuten Dauer auf.
Oft werden vier Stadien des Schüttelfrostes unterschieden:
1. Temperaturanstieg (typisches Muskelzittern und Zähneklappern)
2. Fieberhöhe (Hitzezeichen wie trockene, heiße Haut und Durst)
3. Entfieberung (starke Schweißausbrüche)
4. Erschöpfungsschlaf (tiefer Schlaf zur Regeneration/Erholung)

Die Erscheinung ähnelt dem Muskelzittern bei Unterkühlung des Körpers. Die schnellen klonischen Krämpfe vieler Muskeln, die das einzige Charakteristikum eines Schüttelfrostes sind, lassen sich aber nicht sicher von einem einfachen Tremor unterscheiden, wie ihn viele normale Menschen in der Erregung aufweisen.

## Ursachen
Bei gesunden Menschen genügen die Stoffwechselvorgänge der Leber und die normale Muskeltätigkeit, um eine Körperkerntemperatur von ungefähr 37 °C aufrechtzuerhalten. Bei einer Infektion durch Krankheitserreger kann dieser Sollwert durch Pyrogene auf einen höheren Wert verstellt werden. Dann stellt die augenblickliche Körpertemperatur einen zu niedrigen Istwert dar, woraufhin das Regulationssystem reagiert, indem es durch Muskelzittern, Änderung des Stoffwechsels und der Durchblutung der Gliedmaßen für eine Erhöhung der Körpertemperatur (siehe Thermoregulation) sorgt.
Schüttelfrost kann als Begleitsymptom unterschiedlicher Krankheiten auftreten. Oft liegt eine fieberhafte Erkrankung wie etwa Malaria oder Influenza vor; aber auch bei einem Sonnenstich kann es zu Schüttelfrösten kommen. Weitere typische Erkrankungen sind Lungenentzündung, Scharlach, Wundrose, Wundstarrkrampf, Nierenbeckenentzündungen sowie Pilz- oder Blutvergiftungen. Bei stillenden Frauen kann sich Schüttelfrost als Symptom einer Mastitis einstellen.
Neben diesen pathologischen Ursachen kann ein Schüttelfrost auch rein physiologisch durch plötzliche, große oder langanhaltende Kälteeinwirkung entstehen (Kältezittern).

## Diagnostik
Der Schüttelfrost stellt eine starke Beanspruchung für Herz und Kreislauf sowie den Stoffwechsel dar. Da es sich bei dem Schüttelfrost oft um eine septische Bakterienaussaat im Blut (Bakteriämie) handelt, in deren Folge neue Krankheitsherde entstehen können (Sepsis), sollte möglichst eine Blutkultur abgenommen werden.
Die übliche sonstige Entzündungs- und Erregerdiagnostik zur Suche eines Entzündungsherdes im Körper ist ebenfalls notwendig.

## Differentialdiagnostik
- Entzugserscheinungen
- Hyperthyreose
- sonstige psychische Erregungszustände

## Therapie
Ein Schüttelfrostanfall kann durch die intravenöse Gabe eines Opiats oder Opioides beendet werden, beispielsweise Tramadol. Auch die Anwendung von Wärmedecken ist sinnvoll. Ein heißes Bad (eventuell mit Brennnessel) schafft schnelle Abhilfe und ist im Notfall die nächstliegende Lösung der alten Hausmedizin. In der Regel wird man nach erfolgter Abnahme einer bakteriologischen Diagnostik auch eine Antibiotikabehandlung beginnen.